# ماتیاس گونزالس (بازیکن فوتبال، زاده ۱۹۲۵)
ماتیاس گونزالس (اسپانیایی: Matías González‎; ۶ اوت ۱۹۲۵ – ۱۲ مهٔ ۱۹۸۴) بازیکن فوتبال اهل اروگوئه بود.
وی به‌همراه تیم ملی فوتبال اروگوئه  به قهرمانی جام جهانی فوتبال ۱۹۵۰ دست پیدا کرده‌است.